# Li Gonglin
Li Gonglin - 李公麟 en xinès simplificat; 李公麟 en xinès tradicional; Li Gonglin en pinyin-, conegut també com a Boshi i Li Longmian, fou un pintor i cal·lígrafs xinès i amant de l'arqueologia (a casa seva hi havia moltes antiguitats) que va viure sota la dinastia Song del Nord.

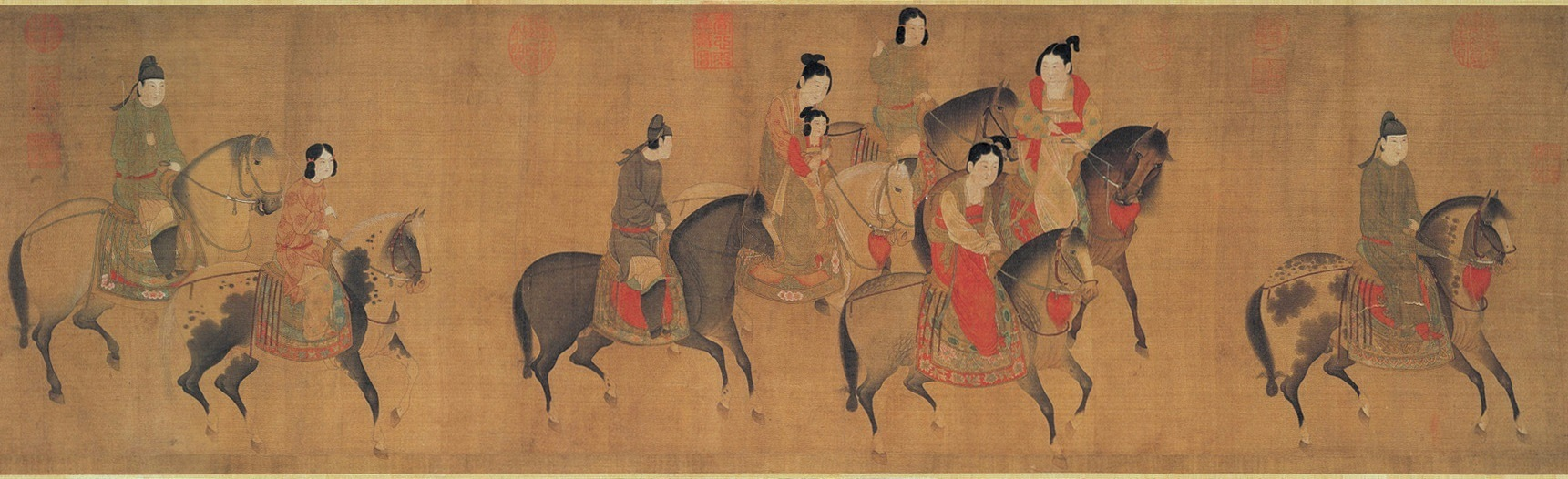
”Dames de la cort a cavall” copia de Li Gonglin (original deZhang Xuan.

Li Gonglin va néixer el 1049, en una família d'erudits, a prop de la que actualment és la ciutat de Lu'an (altres fonts indiquen que era originari de Shucheng) i va morir el 1106. Després de superar els exàmens de nivell superior obtenint el grau “jinshi”, va esdevenir funcionari. A més a més d'haver fet altes funcions mandarinals, entre els 20 i els 45 anys va fer una considerable producció pictòrica que el va convertir en una celebritat.
Tot i que va abordar tots els gèneres pictòrics, Li va ser famós per les seves pintures de cavalls, Va destacar també pels seus retrats i pintures de paisatges i per les seves obres de caràcter religiós de caràcter budista i taoïsta. S'ha considerat que el seu estil estava influenciat pel de Gu Kaizhi i Wu Daozi. Una malaltia de tipus reumàtic va dificultar considerablement la seva tasca artística. Entre les seves obres cal mencionar “La Dama Guoguo passejant a cavall”. Es troben obres de Li Gonglin exposades als següents museus: Freer Gallery of Art de Washington (Estats Units), Museu del Palau de Pequín (Xina), Museu Nacional del Palau de Taipei i Staatliche Museen de Berlín.
Li representa una categoria social, la de l'aristocràcia lletrada, ja que ell pretenia descendir de la família reial dels tangs meridionals. Va estar molt estretament relacionat amb buròcrates lletrats com el poeta Su Shi i el cal·lígraf Huang Tingjian, autors que havien començat a buscar els mitjans d'adaptar l'art de la pintura a l'ús dels lletrats que no eren artistes professionals. Li Longmian fou més proper a pintors aristòcrates com Zhao Yan i Wang Shen per la seva devoció a l'art i a l'ofici de la pintura. La seva obre "Cinc cavalls oferts en tribut" és considerada una meravella de l'art del retrat: té trets simples sense estar acolorits, sense estar decorats, amb un detall microscòpic que respecte l'aspecte i la personalitat dels cinc cavalls oferts com a presents a la cort dels Song entre el 1086 i el 1809 i els cinc cavallers estrangers que els porten.
Més endavant, la seva mà dreta va patir reumatisme. Tot i el seu mal, era molt bon cal·lígraf. Si la seva reputació fou molt gran, el fet d'escriure malgrat la seva malaltia, el feu més cèlebre. Li va estudiar els grans mestres del passat, els va copiar i va acumular una important i rica cultura. Així va establir el seu propi estil.